# Idioma omurano
El omurano (también llamado umurano, maina, mumurana, numurana y roamaina) es una lengua indígena de América hablada en el N. de Perú, actualmente que se extinguió hacia 1958. En un tiempo el idioma mayna o rimachu se consideró un dialecto del omurano, pero Hammarström (2011) mostró que se trata de lenguas diferentes.

## Aspectos históricos, sociales y culturales
La última localización conocida de los mayna es a lo largo del río Urituyacu en la provincia de Maynas (Loreto). Los mayna fueron históricamente importantes en la región de Perú que actualmente limita con Colombia. Los mayna son citados tan tempranamente como 1638 cuando se menciona los jéberos aceptaron la protección de los misioneros jesuitas porque estaban siendo atacados por los mayna.

## Descripción lingüística

### Clasificación
El maina se puede considerar una lengua no clasificada o en opinión de otros una lengua aislada. Si bien no se ha demostrado un parentesco claro con ninguna otra lengua la escasez de datos sobre la lengua hace difícil la comparación. Para Kaufman (1994) existen indicios de parentesco con otras lenguas aisladas de Perú como el taushiro y posiblemente el candoshi. Otros autores han propuesto que podría tener un parentesco con las lenguas zaparoanas.